# Kabinet-De Gasperi II
De tweede regering van Alcide de Gasperi, het kabinet-De Gasperi II, was het eerste kabinet van de Republiek Italië, na het referendum van 2 juni 1946, waarin gekozen werd voor de Republiek ten faveure van het Koninkrijk. De regering trad aan op 13 juli 1946 en was in functie tot 2 februari 1947. De regering was samengesteld uit: DC (christendemocraten), PCI (communisten), PSIUP (socialisten) en PRI (republikeinen).

## Kabinet–De Gasperi II (1946–1947)
| Ambtsbekleder                   | Ambtsbekleder             | Ambtsbekleder                         | Functie                              | Ambtstermijn      | Ambtstermijn      | Partij |
| ------------------------------- | ------------------------- | ------------------------------------- | ------------------------------------ | ----------------- | ----------------- | ------ |
|                                 | Alcide De Gasperi         | Alcide De Gasperi (1881–1954)         | Premier                              | 10 december 1945  | 17 augustus 1953  | DC     |
| Minister van Binnenlandse Zaken | Alcide De Gasperi         | Alcide De Gasperi (1881–1954)         | 14 juli 1946                         | 2 februari 1947   |                   | DC     |
| Minister van Buitenlandse Zaken | Alcide De Gasperi         | Alcide De Gasperi (1881–1954)         | 12 december 1944                     | 18 oktober 1946   |                   | DC     |
| Minister van Buitenlandse Zaken |                           | Pietro Nenni                          | Pietro Nenni (1891–1980)             | 18 oktober 1946   | 2 februari 1947   | PSI    |
|                                 | Paolo Cappa               | Paolo Cappa (1888–1956)               | Secretaris- generaal                 | 14 juli 1946      | 31 mei 1947       | DC     |
|                                 | Mauro Scoccimarro         | Mauro Scoccimarro (1895–1972)         | Minister van Financiën               | 20 juni 1945      | 2 februari 1947   | PCI    |
|                                 | Epicarmo Corbino          | Epicarmo Corbino (1890–1984)          | Minister van de Schatkist            | 10 december 1945  | 16 september 1946 | PLI    |
|                                 | Giovanni Battista Bertone | Giovanni Battista Bertone (1874–1969) | Minister van de Schatkist            | 16 september 1946 | 2 februari 1947   | DC     |
|                                 | Fausto Gullo              | Fausto Gullo (1887–1974)              | Minister van Justitie                | 14 juli 1946      | 31 mei 1947       | DC     |
|                                 | Rodolfo Morandi           | Rodolfo Morandi (1903–1955)           | Minister van Economische Zaken       | 14 juli 1946      | 31 mei 1947       | PSI    |
|                                 | Cipriano Facchinetti      | Cipriano Facchinetti (1889–1952)      | Minister van Oorlog                  | 14 juli 1946      | 2 februari 1947   | PRI    |
|                                 | Giuseppe Micheli          | Giuseppe Micheli (1874–1948)          | Minister van de Marine               | 14 juli 1946      | 2 februari 1947   | DC     |
|                                 | Mario Cingolani           | Mario Cingolani (1883–1971)           | Minister van de Luchtmacht           | 14 juli 1946      | 2 februari 1947   | DC     |
|                                 | Ludovico D'Aragona        | Ludovico D'Aragona (1876–1961)        | Minister van Arbeid en Sociale Zaken | 14 juli 1946      | 2 februari 1947   | PSI    |
|                                 | Guido Gonella             | Guido Gonella (1905–1982)             | Minister van Onderwijs               | 14 juli 1946      | 25 juli 1951      | DC     |
|                                 | Giacomo Ferrari           | Giacomo Ferrari (1887–1974)           | Minister van Transport               | 14 juli 1946      | 31 mei 1947       | PCI    |
|                                 | Giuseppe Romita           | Giuseppe Romita (1887–1958)           | Minister van Infrastructuur          | 14 juli 1946      | 2 februari 1947   | PSI    |
|                                 | Antonio Segni             | Antonio Segni (1891–1972)             | Minister van Landbouw                | 14 juli 1946      | 25 juli 1951      | DC     |
|                                 | Mario Scelba              | Mario Scelba (1901–1991)              | Minister van Communicatie            | 20 juni 1945      | 2 februari 1947   | DC     |

## Samenstelling
| Ministerie                                                | Minister                       | Partij  | Secretaris(sen)                                  |
| --------------------------------------------------------- | ------------------------------ | ------- | ------------------------------------------------ |
| voor de Grondwetgevende Vergadering (zonder portefeuille) | Pietro Nenni Cino Macrelli     | PSI PRI |                                                  |
| Italiaans-Afrika                                          | Alcide De Gasperi (ad interim) | DC      |                                                  |
| Naoorlogse ondersteuning                                  | Emilio Sereni                  | PCI     | Luigi Cacciatore (PSIUP) Giovanni Carignani (DC) |
| Buitenlandse Handel                                       | Pietro Campilli                | DC      | Giuseppe Chiostergi (PRI)                        |
| Koopvaardij                                               | Salvatore Aldisio              | DC      | Giuseppe Montalbano (PCI)                        |

De Gasperi II · De Gasperi III · De Gasperi IV · De Gasperi V · De Gasperi VI · De Gasperi VII · De Gasperi VIII · Pella · Fanfani I · Scelba · Segni I · Zoli · Fanfani II · Segni II · Tambroni · Fanfani III · Fanfani IV · Leone I · Moro I · Moro II · Moro III · Leone II · Rumor I · Rumor II · Rumor III · Colombo · Andreotti I · Andreotti II · Rumor IV · Rumor V · Moro IV · Moro V · Andreotti III · Andreotti IV · Andreotti V · Cossiga I · Cossiga II · Forlani · Spadolini I · Spadolini II · Fanfani V · Craxi I · Craxi II · Fanfani VI · Goria · De Mita · Andreotti VI · Andreotti VII · Amato I · Ciampi · Berlusconi I · Dini · Prodi I · D'Alema I · D'Alema II · Amato II · Berlusconi II · Berlusconi III · Prodi II · Berlusconi IV · Monti · Letta · Renzi · Gentiloni · Conte I · Conte II · Draghi · Meloni